# Vogelshaus
Vogelshaus ist ein Ort von Radevormwald im Oberbergischen Kreis im nordrhein-westfälischen Regierungsbezirk Köln in Deutschland.

## Lage und Beschreibung

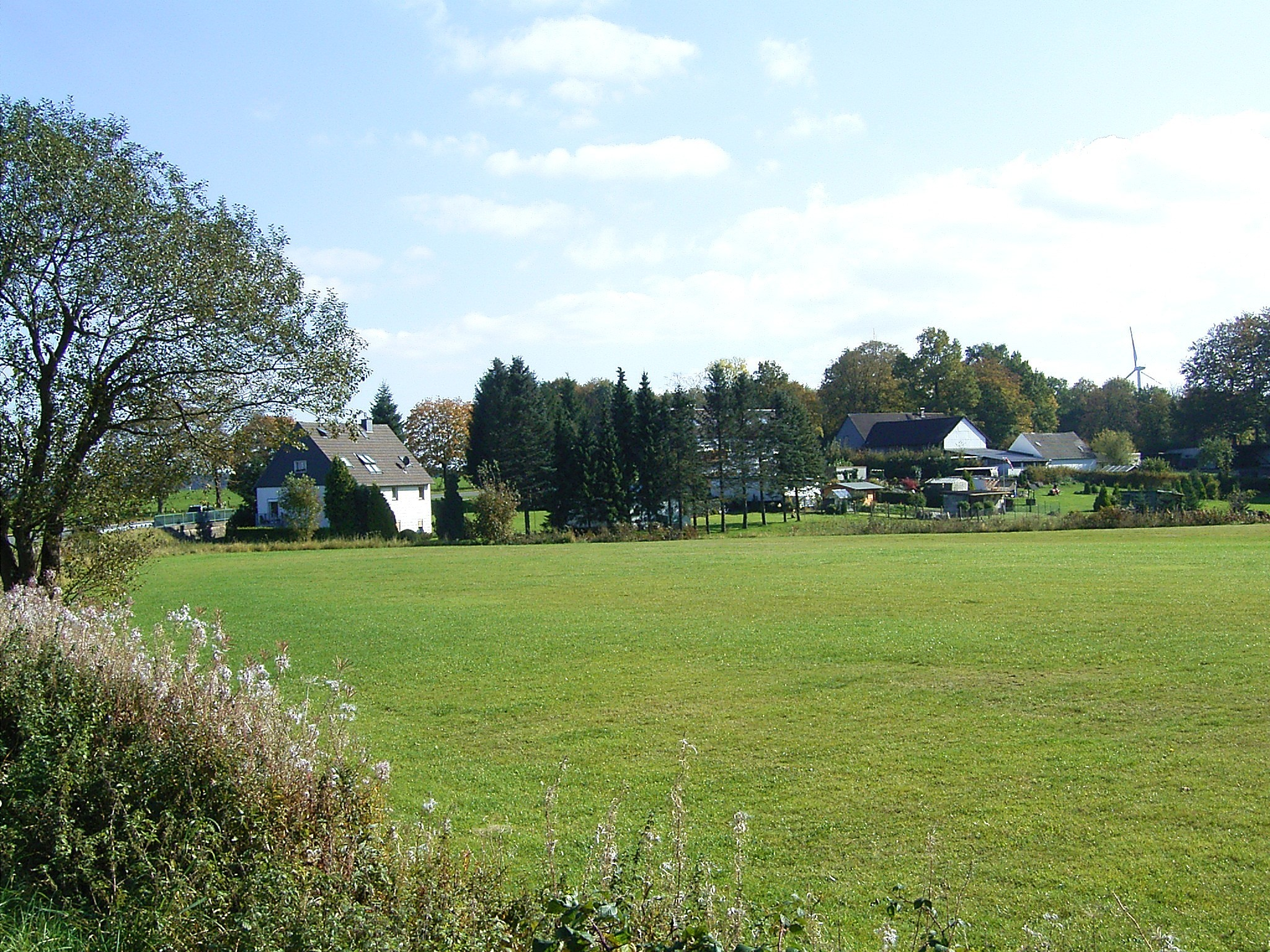
Ansicht von Vogelshaus über das Segelfluggelände Leye hinweg

Vogelshaus liegt an der Bundesstraße 483, welche Radevormwald und Ennepetal verbindet. Nachbarorte sind Wellringrade, Leye, Im Holte, und Neuenhof.
350 Meter südöstlich der Ortschaft entspringt einer von vier vom Wupperverband unter der gemeinsamen Bezeichnung Knefelskamper Bäche geführten Bächen. Nach ihrer Vereinigung münden diese in die Uelfe. Die Gewässer und einige daran angrenzende Flächen gehören zum Naturschutzgebiet Uelfetal.
Im Westen befindet sich das Segelfluggelände Radevormwald-Leye, welches von einer Flugplatzgemeinschaft bestehend aus mehreren eigenständigen Vereinen genutzt wird.
Politisch im Stadtrat von Radevormwald vertreten wird Leye durch den Direktkandidaten des Wahlbezirks 180.

## Geschichte
In der Karte Topographische Aufnahme der Rheinlande von 1825 ist die Ortschaft eingezeichnet. Der den Ort markierende Bereich zeigt fünf einzelne Gebäudegrundrisse.

## Wander- und Radwege
Durch den Ort führen
- der Radweg R3 Über die Höhen von Radevormwald
- der vom Stadtzentrum Radevormwald ausgehende Rundwanderweg A3